# Vita falkens orden
Vita falkens orden (tyska: Hausorden vom Weißen Falken) är en storhertigs orden av storhertigdömet Sachsen-Weimar-Eisenach, grundad 2 augusti 1732 av hertig Ernest Augustus och förnyad 1815 av Charles Augustus.

## Beskrivning
I början av 1900-talet hade Vita falkens orden fyra klasser. Ett silverkors tillkom 1878. Medaljens dekoration består av en grön stjärna på åtta punkter, med röda stjärnor mellan armarna, bär en vit falk, och mottot Vigilando Ascendimus (Genom vaksamhet går vi upp), på en blå bakgrund.